# This Above All
This Above All is een Amerikaanse dramafilm uit 1942 onder regie van Anatole Litvak. De film is gebaseerd op het gelijknamig boek van Eric Knight. Destijds werd het in Nederland uitgebracht onder de titel Mensen op de tweesprong.

## Verhaal
Het verhaal speelt zich af in Engeland tijdens de eerste jaren van de Tweede Wereldoorlog. Prudence 'Prue' Cathaway komt uit een rijke aristocratische familie, maar kan absoluut niet overweg met de verwaande mensen uit haar omgeving. Ze besluit zich aan te melden bij de Women's Auxiliary Air Force, tegen protest van haar familie in. Tijdens de opleiding raakt ze bevriend met Violet Worthing, de vriendin van een soldaat die haar op een avond mee uitneemt. In het donker ontmoet ze Clive Briggs en ze worden verliefd op elkaar. De volgende ochtend ontmoeten ze elkaar voor de tweede keer en spatten de vonken er wederom van af.
Tijdens haar verlof was Prue aanvankelijk van plan haar vader op te zoeken, maar ze mist de trein en besluit met Clive zeven dagen door te brengen in een hotel. Ze kan haar geluk niet op met hem, totdat ze in het hotel haar tante Iris tegenkomt. Ze vreest dat zij de familie zal informeren over haar relatie met Clive en kan niet goed meer genieten van haar verblijf in het hotel. Die nacht hoort ze dat Clive praat in zijn slaap. Hij begint zich steeds vreemder te gedragen en probeert niets over zijn verleden aan haar te vertellen. Op een dag krijgen ze een bezoek van Clive's oude vriend Monty.
Niet veel later blijkt dat Clive een soldaat was, maar het leger heeft verlaten. Monty heeft hem opgezocht om hem te waarschuwen dat hij spoedig opgegeven zal worden als deserteur. Clive weigert terug te gaan naar het leger en slaat op de vlucht. Vlak voor zijn vertrek wordt hij geconfronteerd met de waarheid door Prue, die hem vertelt over de glorie van Engeland. Voor Prue komt zijn vertrek onverwachts aan en daarom wordt ze achtergelaten met een gebroken hart. Clive probeert ondertussen te overnachten op een boerderij, maar de boer denkt dat hij een Duitse spion is en valt hem aan met een hark.
Clive weet de boer te overmeesteren, maar loopt wel een verwonding aan zijn hand op. Hij wordt later opgegeven als spion en moet dus opnieuw op de vlucht slaan. Een metgezel overtuigt hem ervan zich over te geven. Voor hij zich meldt bij het leger wil hij echter afspreken met Prue. Onderweg belandt hij in een stad die wordt gebombardeerd. Hij probeert enkele mensen te helpen en raakt hierbij ernstig gewond. Hij wordt naar het ziekenhuis gebracht en krijgt een bezoek van Prue. Zij heeft inmiddels haar vader verteld over haar relatie met de man en zorgt ervoor dat ze met elkaar kunnen trouwen. Vlak voordat het ziekenhuis wordt getroffen door nog een reeks bomaanvallen geven ze elkaar het ja-woord.

## Rolverdeling
| Acteur           | Personage                |
| ---------------- | ------------------------ |
| Tyrone Power     | Clive Briggs             |
| Joan Fontaine    | Prudence 'Prue' Cathaway |
| Thomas Mitchell  | Monty                    |
| Henry Stephenson | Generaal Cathaway        |
| Nigel Bruce      | Ramsbottom               |
| Gladys Cooper    | Iris Cathaway            |
| Philip Merivale  | Dr. Roger Cathaway       |
| Sara Allgood     | Serveerster              |
| Alexander Knox   | Rector                   |
| Queenie Leonard  | Violet Worthing          |
| Melville Cooper  | Wilbur                   |
| Jill Esmond      | Zuster Emily             |

## Achtergrond
In februari 1941 bracht Eric Knight de rechten van zijn succesroman op de markt. Drie filmstudio's probeerden de rechten te kopen en 20th Century Fox bleek de winnaar. In juli dat jaar kocht de studio de rechten voor een bedrag van $100.000. Producent Darryl F. Zanuck stelde R.C. Sherriff aan om het scenario te schrijven. Sherriff had al ervaring met scenario's over oorlogen in Engeland en werkte eerder aan Goodbye, Mr. Chips (1939) en That Hamilton Woman (1941). Het enige advies dat hij meekreeg was dat de film neutraal moest blijven en dus niet voor of tegen Groot-Brittannië mocht zijn.
Zanuck en regisseur Anatole Litvak waren echter niet tevreden met zijn eerste uitdraai van het scenario en merkten op dat het 'te prekerig' was. Aan het einde van 1941 was het scenario af, maar de filmkeuring keurde het niet goed, omdat er te veel seks in voorkwam zonder dat er moraal achter zat. Zanuck was razend en stuurde een klachtenbrief van vier pagina's lang. Uiteindelijk moest het scenario toch aangepast worden en in maart 1942 werd deze opgestuurd ter keuring. Het werd wederom afgekeurd. Na enkele wijzigingen was het scenario in de lente van 1942 eindelijk gereed.
Zanuck verwachtte dat This Above All een van de grootste films van het jaar zou worden. Hij wilde de opnames laten plaatsvinden in Engeland, maar dit werd in september 1941 afgelast, vermoedelijk vanwege de Tweede Wereldoorlog. Knight had echter weinig vertrouwen dat Hollywood in staat zou zijn een succesvolle verfilming van zijn boek kon maken. Zanuck wist dat het geen makkelijke opgave zou worden en stond er daarom op dat de hoofdrol werd gespeeld door Tyrone Power.
De film liep enkele vertragingen op. Power was bereid om mee te werken, maar wilde wel eerst een vakantie na de fysiek zware draaidagen van Son of Fury: The Story of Benjamin Blake (1942). Voordat werd bevestigd dat Power beschikbaar was, werden ook Robert Donat, Laurence Olivier en Richard Greene overwogen voor dezelfde rol. De vrouwelijke hoofdrol was voor Joan Fontaine, een actrice die voor de rol werd uitgeleend door David O. Selznick. Aanvankelijk weigerde ze mee te werken, maar toen Selznick haar dreigde te schorsen, veranderde ze van gedachten. Meer vertragingen kwamen toen voor de liefdesscènes van Power en Fontaine meer tijd gebruikt worden dan gepland.
Na uitbrengst waren de meningen over de film uiteenlopend. Sommige critici klaagden dat de film het boek geen eer deed, maar onder andere Variety schreef dat het verhaal niet werd afgezwakt. The New York Times klaagde dat er enkele belangrijke aspecten uit het boek werden genegeerd, maar uitte tevredenheid over het feit dat het einde niet verschilde van het boek. De criticus gaf alle lof aan Fontaine, die het personage 'geloofwaardig' speelde. Het dagblad was minder tevreden over het acteerwerk van Power.

## Prijzen en nominaties
| Jaar | Prijs          | Categorie            | Genomineerde(n)                              | Uitslag     |
| ---- | -------------- | -------------------- | -------------------------------------------- | ----------- |
| 1943 | Academy Awards | Beste Art Direction  | Richard Day, Joseph C. Wright, Thomas Little | Gewonnen    |
| 1943 | Academy Awards | Beste Cinematografie | Arthur C. Miller                             | Genomineerd |
| 1943 | Academy Awards | Beste Filmmontage    | Walter Thompson                              | Genomineerd |
| 1943 | Academy Awards | Beste Geluid         | Edmund H. Hansen                             | Genomineerd |